# راينر بيرغ
راينر بيرغ (بالألمانية: Rainer Berg)‏ هو لاعب كرة قدم ألماني في مركز حراسة المرمى، ولد في 21 أغسطس 1965 في ميونخ في ألمانيا. شارك مع منتخب ألمانيا تحت 21 سنة لكرة القدم. أما مع النوادي، فقد لعب مع بايرن ميونخ ودارمشتات 98 وميونخ 1860 ونادي نورنبرغ ويان ريغينسبورغ.

## وصلات خارجية
- راينر بيرغ على موقع قاعدة بيانات كرة القدم.إي يو (الإنجليزية)
- راينر بيرغ على موقع بيانات كرة القدم. دي إي (الألمانية)
- راينر بيرغ على موقع عالم كرة القدم.نت (الإنجليزية)